# Maurice Blanchard
Maurice Blanchard (Montdidier, 14 aprile 1890 – Montdidier, 19 marzo 1960) è stato un ingegnere e poeta francese, già distintosi particolarmente come aviatore nel corso delle fasi iniziali della prima guerra mondiale. Dopo aver lavorato per numerose ditte di costruzioni aeronautiche come Farman, Blériot, Breguet, e CAMS-Potez, lavorando alla produzione di numerosi prototipi di idrovolanti e aerosiluranti, fondò una propria azienda, la Société des Avions Blanchard Fu membro attivo della resistenza francese nel corso della seconda guerra mondiale.

## Biografia
Nacque a Montdidier, dipartimento della Somme, il 14 aprile 1890. Figlio unico visse con sua madre, abbandonata dal padre del bambino, fin dalla nascita. La famiglia versava in condizioni indigenti, e pur distinguendosi a scuola, contro il parere del maestro, sua madre all'età di dodici anni lo avviò al lavoro come apprendista fabbro a Parigi.  Dai sedici ai diciotto anni lavorò prima come maniscalco e poi come operaio nella Capitale, dove ebbe modo di leggere il pensiero del filosofo Nietzsche, e nel 1907 partì a piedi per raggiungere la base navale di Tolone dove si arruolò con una ferma di cinque anni nella Marine nationale. Appassionato lettore, autodidatta, sviluppò una passione per la filosofia (lettura di filosofi antichi e moderni e testi religiosi fondamentali), arrivando perfino ad imparare il greco antico, il latino, l'inglese per leggere Shakespeare, di cui tradusse diversi sonetti, e l'italiano per leggere Dante. Durante la fase iniziale della prima guerra mondiale fu pilota di idrovolanti presso l'Escadrille di Dunkerque di cui fu uno dei rari sopravvissuti alla guerra, venendo decorato con la Croix de guerre 1914-1918 con palma e la Distinguished Service Cross per le sue missioni sulle Fiandre. Studiò matematica e fisica ad altissimo livello laureandosi ingegnere, primo nel suo corso, presso la Scuola ingegneri meccanici della Marina. Nel 1917 venne distaccato al Ministere de l'Air e collaborò, insieme a Maurice Jules-Marie Le Pen, al progetto per un idrovolante per la ricognizione in alto mare che fu poi costruito in serie dall'industriale Georges Lévy con la sigla Lévy-Le Pen HB2. Smobilitato nel 1919 fu assunto come ingegnere aeronautico in una filiale del produttore Farman, e sposatosi con la signorina Isabelle Rappaz ebbe due figli: Maurice, nato nel 1920, e Jean, nato nel 1921. Dal 1922 al 1930 lavorò presso la ditta di costruzioni aeronautiche di Louis Blériot, e poi fondò una propria azienda, la Société des Avions Blanchard, a Saint-Cloud.  Durante la seconda guerra mondiale entrò a far parte della Réseau Brutus-Vidal, organizzazione della resistenza francese all'occupazione tedesca. Per questa rete dal 1942 al 1944 svolse l'incarico di capo ingegnere addetto ai calcoli presso gli uffici parigini della ditta aeronautica tedesca Junkers, dove svolgeva attività di spionaggio per l'intelligence britannica. Durante questo periodo curò la pubblicazione del periodico clandestino La Main à plume che diresse insieme a Noël Arnaud e Jean-François Chabrun che proseguì l'avventura del surrealismo. Il 10 ottobre 1945,come membro della resistenza, fu insignito della Croix de guerre 1939-1945, e continuò a lavorare come ingegnere fino al 1955, quando andò in pensione. Si spense nella sua città natale il 19 marzo 1960.

## Pubblicazioni

### Pubblicazioni edite mentre era ancora in vita
- Les Lys qui pourrissent, 1929, pubblicata sotto lo pseudonimo di Erskine Ghost.[10]
- Malebolge, Éditions René Debresse, Paris, 1934.[10]
- Solidité de la chair,  Éditions René Debresse, Paris, 1935.[10]
- Sartrouville, Éditions René Debresse', Paris, 1936.[10]
- Les Barricades mystérieuses, Éditions GLM, Paris,  1937.[10]
- Les Périls de la route,  Éditions GLM., Paris, 1937.[10]
- C’est la fête et vous n’en savez rien, Éditions GLM, Paris, 1939.[10]
- La Creation, 1943.[10]
- Les Pelouses fendues d’Aphrodite, la Main à Plume,  Paris, 1943.[10]
- La Hauteur des murs,  Éditions GLM, Paris, 1947.[11]
- William Shakespeare : douze sonnets, tradotti dall'inglese e presentati da Maurice Blanchard,  Éditions GLM, Paris, 1947.[10]
- L’Homme et ses miroirs, con quattro incisioni originali al bollino di René Mels, Éditions Le Cormier Bruxelles, 1949.[11]
- Le Monde qui nous entoure, Éditions La Part du Sable, Le Caire, 1951.[11]
- Le Pain, la Lumière, Éditions GLM, Paris, 1955.[11]

### Pubblicazioni postume
- Débuter après la mort[N 1] testi riuniti e presentati da Jean-Hugues Malineau, prefazione di Jean-Michel Goutier e Fernand Verhesen, lettera di Gaston Bachelard Éditions Plasma, Paris, 1977.[11]
- Publication de Maurice Blanchard a cura di Pierre Peuchmaurd, Paris, éditions Seghers, coll. « Poètes d'aujourd'hui », 1988.
- Danser sur la corde, journal 1942-1946, presentazione e note di Pierre Peuchmaurd, L’Éther Vague, Patrice Thierry éditeur, Toulouse, 1994.

### Annotazioni
1. ↑  Antologia di diverse raccolte, il cui titolo deriva da una lettera di Maurice Blanchard a Fernand Verhesen nel 1950.

### Fonti
1. ↑  Peuchmaurd 1988, p. 21.
2. 1 2 3 4 5 6 7 8 9 10 11 12  Encyclopedie Picardie.
3. ↑  Peuchmaurd 1988, p. 12.
4. ↑  Peuchmaurd 1988, p. 13.
5. ↑  Peuchmaurd 1988, p. 15.
6. ↑  Peuchmaurd 1988, p. 17.
7. 1 2  Peuchmaurd 1988, p. 19.
8. ↑  Peuchmaurd 1988, p. 20.
9. 1 2 3  Peuchmaurd 1988, p. 22.
10. 1 2 3 4 5 6 7 8 9 10  Peuchmaurd 1988, p. 213.
11. 1 2 3 4 5  Peuchmaurd 1988, p. 214.